# Louis Duveau
Pour les articles homonymes, voir Duveau.
Louis-Jean-Noël Duveau, né à Saint-Malo (Ille-et-Vilaine) en 1818 et mort le 26 mai 1867 dans le 10e arrondissement de Paris, est un artiste-peintre et illustrateur français.

## Biographie
Louis Duveau a étudié la peinture dans l'atelier de Léon Cogniet à l'École des beaux-arts de Paris. Il concourt au prix de Rome en 1842 et obtient le second prix avec Samuel sacrant David, il concourt à nouveau l'année suivante et obtient une troisième place pour Œdipe et Antigone s'exilant à Thèbes.
Il expose pour la première fois au Salon en 1864 son tableau Une Messe en mer, qui lui vaut une médaille de première classe. Cette œuvre est conservée au musée des beaux-arts de Rennes.
On lui doit également l'illustration de l'édition de 1858 des Poésies complètes de Leconte de Lisle.

## Œuvres dans les collections publiques
- Lille, palais des beaux-arts :
  - Persée délivrant Andromède, 1865, huile sur toile ;
  - Persée et Andromède, esquisse peinte ;
- Marseille, Musée des civilisations de l'Europe et de la Méditerranée : Le Pardon de Sainte-Anne-de-la-Palud, 1859, huile sur toile ;
- Orléans, Musée des Beaux-Arts : Samuel sacrant David. Esquisse pour le concours du Prix de Rome de 1842, huile sur toile, 38 x 46,5 cm[5] ;
- Paris :
  - École nationale supérieure des beaux-arts :
    - Figures au naturel, dessin ;
    - Œdipe et Antigone s'exilant à Thèbes, 1843, huile sur toile, concours du prix de Rome ;

  - musée du Louvre[6] :
    - plafond du grand salon des appartements impériaux dans l'aile Napoléon III[7] ;
    - La Sagesse et la Force présentent au couple impériale les grands desseins qui feront la gloire du règne de Napoléon III, 1860, peinture à la colle sur toile marouflée, 83 × 124 cm ;
    - Présentation à Catherine de Médicis du projet des Tuileries, peinture à la colle sur toile marouflée ;
    - Présentation à Henri IV de la galerie du bord de l'eau , peinture à la colle sur toile marouflée ;
    - Présentation à Louis XIV de la colonnade du Louvre, peinture à la colle sur toile marouflée ;
    - Présentation à François Ier du projet primitif du Louvre', peinture à la colle sur toile marouflée.
- Quimper, musée des beaux-arts :
  - La Peste d'Elliant, 1849 ;
  - Retour du pardon de Sainte-Anne-la-Palud, 1859.
- Rennes, musée des beaux-arts : Une Messe en mer, huile sur toile ;
- Toulon, opéra de Toulon :plafond de la salle de l'opéra de Toulon, 1855-1860, huile sur toile marouflée[8]. Riche d'au moins cent vingt trois personnages, elle présente des allégories et des dramaturges accompagnés des personnages de leurs pièces, comme Molière, Beaumarchais, Goethe, Shakespeare, Mozart, Gretry, Racine et Corneille. Au centre d'un cercle de nuage domine Apollon, dieu des arts inspirant les muses[9].
- Toulouse, musée des Augustins : L'Abdication du doge Foscari, 1850, huile sur toile.

## Galerie

Œuvres de Louis Duveau
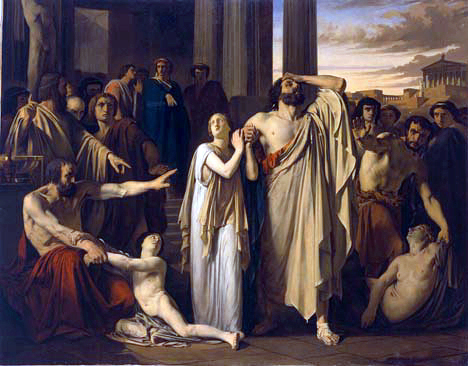
Œdipe et Antigone s'exilant de Thèbes (1843), Paris, École nationale supérieure des beaux-arts.
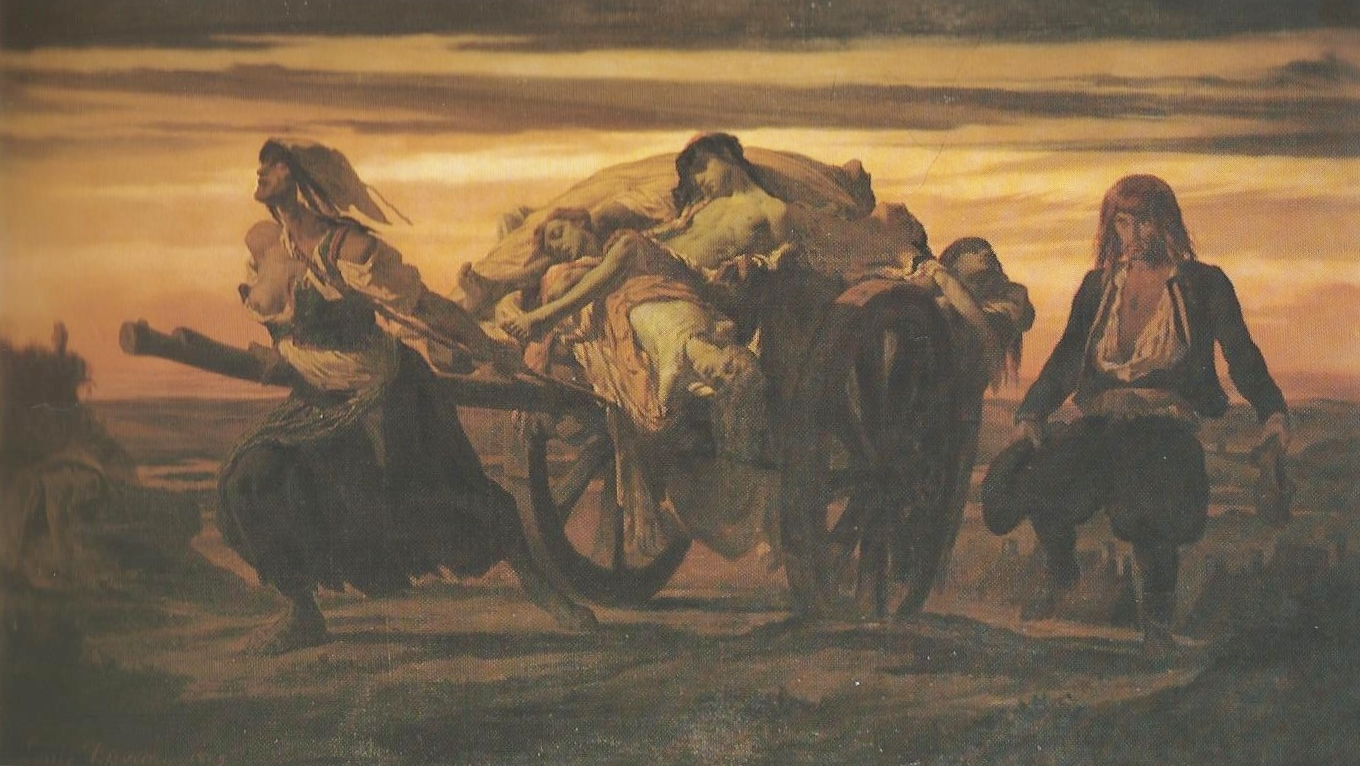
La Peste d'Elliant (1849), musée des beaux-arts de Quimper.
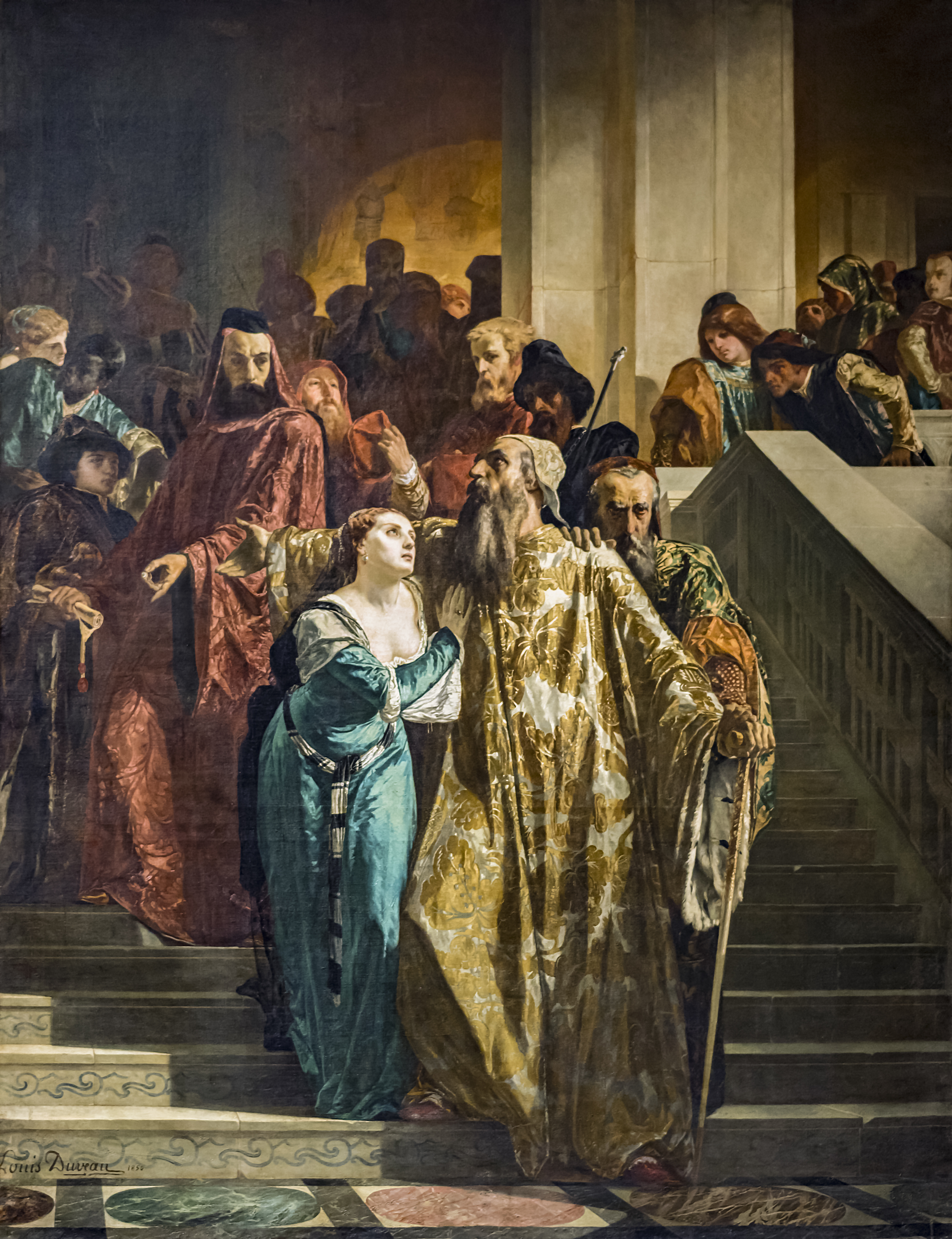
L'Abdication du doge Foscari (1850), Toulouse, musée des Augustins.
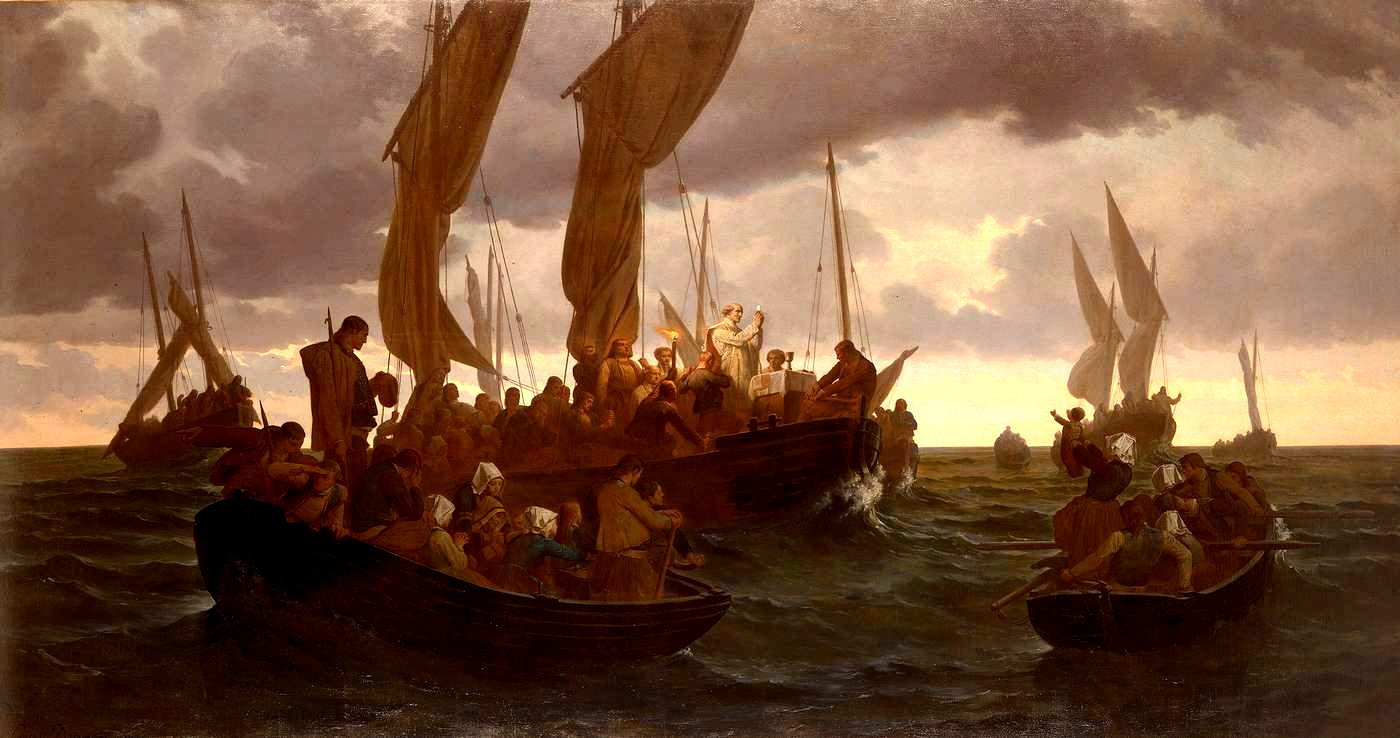
Une Messe en mer (1864), musée des beaux-arts de Rennes.
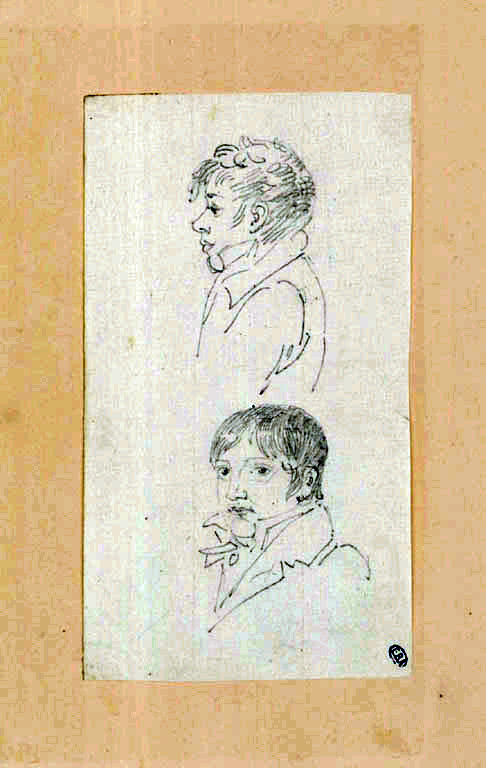
Figures au naturel, dessin, Paris, École nationale supérieure des beaux-arts.
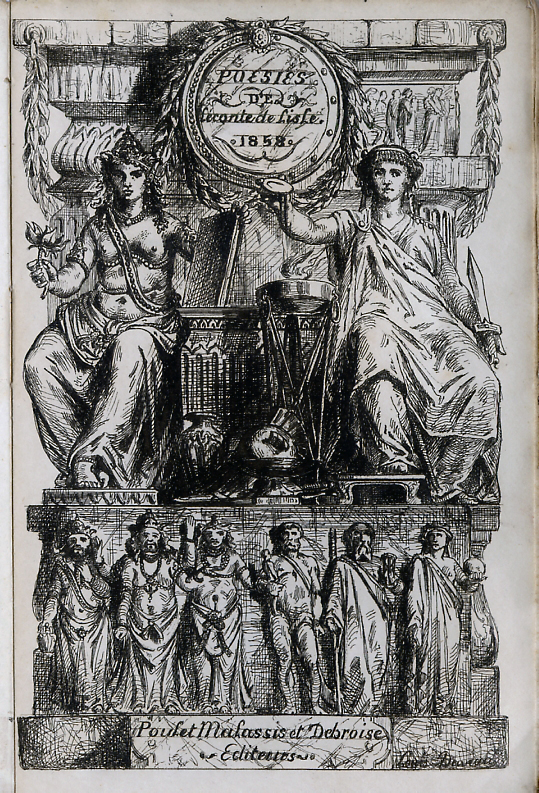
Gravure pour les Poésies complètes de Leconte de Lisle, 1858

### Sources
- Paris, École nationale supérieure des beaux-arts, Registre matricule des élèves de la section de peinture et de sculpture, numéros 1 à 1943, AJ 52 234, août 1807-avril 1841
- J. Guiffrey, Liste des pensionnaires de l'Académie de France à Rome, donnant les noms de tous les artistes récompensés dans les concours du prix de Rome de 1663 à 1907, Paris, 1908.